# L'ascesa dell'Ombra
L'ascesa dell'Ombra (titolo originale: The Shadow Rising) è il quarto libro del ciclo fantasy La Ruota del Tempo scritto dall'americano Robert Jordan. L'edizione originale inglese è stata pubblicata da Tor Books il 15 settembre 1992; la prima edizione italiana è stata pubblicata da Fanucci Editore nel maggio 2004, mentre nel 2006 è uscita l'edizione tascabile (collezione TIF Extra).
Con i suoi 58 capitoli (ma senza prologo) e le sue 393.823 parole nell'edizione inglese, L'ascesa dell'Ombra è il libro più lungo del ciclo.

## Nella Pietra di Tear
All'inizio del libro, tutti i personaggi principali si trovano nella Pietra di Tear (la fortezza della città), dove Rand al'Thor ha appena dimostrato al mondo, nel finale del libro precedente, di essere veramente il Drago Rinato, adempiendo alla profezia che affermava che solo lui avrebbe potuto impugnare Callandor (un potente sa'angreal) e prendere la Pietra. Nel periodo dentro alla Pietra Rand si lascia con Egwene ed inizia a flirtare con Elayne. Perrin approfondisce il suo interesse con Faile ma infine litiga con lei, mentre intanto Berelain cerca di sedurlo. Mat invece si dà al gioco ed alle bevute. Moiraine e le ragazze interrogano le Sorelle Nere catturate, per cercare di capire i loro piani. All'improvviso delle bolle di Male colpiscono la fortezza, mettendo in serio pericolo la vita dei tre Ta'veren.
In seguito, la misteriosa Selene, incontrata nel secondo libro, si rivela essere Lanfear, una dei Reietti ed intima a Rand di unirsi a lei, per conquistare il potere. Mentre i due discutono, la Pietra di Tear viene invasa da Trolloc e Myrddraal (Lanfear dichiara di non aver niente a che fare con loro: sembrerebbe infatti che abbia mandato la propria Progenie dell'Ombra a combattere gli attaccanti); Rand interviene comunque in tempo ed usa Callandor per creare una tempesta di fulmini che uccide tutti i Trolloc e i Myrddraal nella fortezza.
Rand quindi manifesta la propria intenzione di seguire il Popolo del Drago (gli Aiel) fin nella loro terrad'origine, il Deserto Aiel, ed Egwene al'Vere e Moiraine Damodred decidono di seguirlo. Mat Cauthon, non sapendo cosa fare, trova delle risposte nel ter'angreal degli Aelfinn nella Pietra di Tear, in cui gli viene detto di seguire Rand nel Deserto. Perrin Aybara, in seguito a voci su problemi nei Fiumi Gemelli (la patria sua, di Rand e di Mat), sceglie di tornare laggiù Loial, Faile Bashere ed altri vanno con lui. Elayne Trakand, Nynaeve al'Meara, Thom Merrilin e Juilin Sandar decidono di recarsi a Tanchico, la capitale di Tarabon, per continuare a dare la caccia all'Ajah Nera. Infine Min Farshaw giunge a Tar Valon a fare rapporto all'Amyrlin Seat Siuan Sanche, ma per errore dà il via ad una serie di eventi a catena che porteranno alla deposizione dell'Amyrlin ed alla divisione delle Aes Sedai in seno alla Torre Bianca. Così da questo punto in avanti L'ascesa dell'Ombra segue quattro gruppi differenti di personaggi, in quattro linee narrative principali.

## Nel Deserto Aiel
Rand usa una Pietra Portale per trasportare il gruppo che lo segue, da Tear al Deserto Aiel, dove delle Sapienti ed alcuni esponenti dei clan Taardad e Shaido li stanno aspettando. Le Sapienti Aiel mandano Aviendha, Rand e Moiraine nel Rhuidean, e permettono a Mat di seguire Rand; tutti e quattro i personaggi entrano, in tempi diversi, in alcuni dei ter'angreal presenti nella misteriosa città perduta. Aviendha e Moiraine quando escono da un ter'angreal formato da cerchi di metallo, risultano conoscere alcuni eventi del futuro. Rand entra tra le Colonne di Vetro al centro della città dove scopre attraverso la sua linea di sangue, la vera storia degli Aiel e dal quale infine esce con due draghi tatuati su entrambe le braccia, che lo identificano come Colui che Viene con l'Alba, il Car'a'carn, il "Capo dei Capi" di tutti gli Aiel. Mentre Rand si trovava tra le colonne, Mat è invece entrato in un altro ter'angreal, simile al portale in cui era entrato a Tear, che lo porta però dai misteriosi Eelfinn; quando ne esce, i suoi vuoti di memoria risultano riempiti dai ricordi di molti uomini morti da lungo tempo, che gli danno una straordinaria conoscenza dell'arte bellica ed una non indifferente fluenza nel parlare la Lingua Antica; inoltre gli vengono dati una lancia, chiamata Ashandarei ed un medaglione ter'angreal che lo protegge dall'Unico Potere. Rand, uscendo dal suo ter'angreal, trova Mat impiccato ad Avendesora, ma riesce a salvarlo.
Durante il viaggio verso la Fortezza delle Rocce Fredde le Sapienti assegnano ad Aviendha il compito di insegnare a Rand gli usi e i costumi degli Aiel. Il viaggio è teso sia perché gli Shaido li seguono da vicino e li minacciano, sia perché un luogo di sosta è stato attaccato dai Trolloc; inoltre sulla via, viene loro incontro un gruppo di mercanti, che poi li segue alla Fortezza. A Rocce Fredde avviene un'altra incursione Trolloc e Rand decide di chiamare a raccolta tutti i capi clan ad Al'cair Dal.
Ad Al'cair Dal, sia Rand al'Thor che Couladin degli Aiel Shaido, mostrano i draghi su entrambe le braccia e dichiarano di essere Colui che Viene con l'Alba. Rand è perciò costretto a rivelare la storia segreta degli Aiel nell'Epoca Leggendaria che gli era stata mostrata nel ter'angreal del Rhuidean, così da dimostrare che egli vi è davvero entrato e che Couladin è un impostore; ciò costringe quattro capi clan a dichiararlo il Ca'ra'carn, il capo dei capi, la rivelazione però provoca anche un tumulto tra gli Aiel, e per evitare lo scoppio di ulteriori violenze Rand provoca lo scoppio di un acquazzone, un evento mai accaduto nel Deserto Aiel dalla Frattura del Mondo.
Dopo i tumulti, Rand insegue il Reietto Asmodean, che si era travestito da menestrello ed aveva viaggiato con i mercanti incontrati nel Deserto. Asmodean cerca di trovare nel Rhuidean i ter'angreal che fungono da chiave di accesso per i Choedan Kal, i più potenti sa'angreal mai costruiti. Rand ed Asmodean quindi combattono nel Rhuidean, distruggendo mezza città. Rand alla fine grazie all'angreal che indossa, riesce a sconfiggere Asmodean, tagliando il suo collegamento con il Tenebroso; Lanfear si presenta a loro e rinnova l'invito a Rand di unirsi a lei per dominare il mondo, quindi la bellissima donna scherma Asmodean in modo che il Reietto possa incanalare solo un minimo di Saidin e così sia costretto ad insegnare a Rand ad usare l'Unico Potere (cosa che solo un incanalatore maschio esperto può fare), poiché l'Ombra ormai lo crederà un traditore.
Quando Rand ritorna ad Al'cair Dal, trova che la maggior parte degli Aiel, eccetto gli Shaido e pochi altri, lo hanno riconosciuto come il Car'a'carn e si sono uniti a lui.

## Nei Fiumi Gemelli
Nei Fiumi Gemelli, Perrin scopre che la sua gente è oppressa dalle incursioni dei Trolloc, guidati dall'Assassino, e dalle indagini inquisitorie dei Figli della Luce, aiutati da Padan Fain che fa credere loro che Perrin sia un Amico delle Tenebre. Nella sua terra trova anche due Aes Sedai, Verin Mathwin e Alanna Mosvani, e i loro Custodi Tomas e Ihvon: all'apparenza le due Sorelle si trovano laggiù in cerca di ragazze da portare alla Torre Bianca per addestrarle come Aes Sedai, dato che sia Egwene che Nynaeve sono entrambe dei Fiumi Gemelli ed entrambe si sono mostrate molto potenti.
Con l'aiuto dei due fuggiaschi, Tam al'Thor ed Abell Cauthon (i padri di Rand e Mat), Perrin guida la gente della sua terra a combattere contro i Trolloc, e gli abitanti del villaggio cominciano a chiamarlo lord Perrin e Perrin Occhidoro (questo soprannome deriva dai suoi occhi gialli, derivanti dal suo potere di parlare con i lupi), titoli di cui lui cerca invano di scoraggiare l'uso. Prima della vittoria finale, Perrin sposa Faile, e caccia lord Luc, dopo aver scoperto che questi (un Cacciatore del Corno che aiuta con le sue conoscenze di guerra gli abitanti dei Fiumi Gemelli nella loro guerra contro i Trolloc) è in realtà l'Assassino.

## A Tanchico
Elayne, Nynaeve, Thom e Juilin salpano con una nave del Popolo del Mare per Tanchico, nel Tarabon; mentre sono a bordo, scoprono alcuni usi di quel popolo: in particolare, scoprono che le Cercavento sono in realtà donne in grado di incanalare, e che il Popolo del Mare attende l'avvento del Coramoor, che si rivela essere il Drago Rinato (cioè Rand). Dopo essere approdate a Tanchico, Elayne e Nynaeve incontrano nuovamente Bayle Domon e fanno amicizia con la Seanchan Egeanin, inoltre intralciano i piani della Reietta Moghedien e dell'Ajah Nera. Anzitutto riescono ad impadronirsi di uno speciale a'dam maschile che sarebbe possibile utilizzare per soggiogare Rand. Quindi liberano la Panarca di Tarabon, Amathera, che era tenuta soggiogata da Temaile Kinderode e da altre Sorelle Nere; infine riescono anche a recuperare un sigillo ancora integro della prigione del Tenebroso a Shayol Ghul. Tra le altre cose Nynaeve e Moghedien si scontrano direttamente, e Nynaeve scopre così che ha la stessa forza di una Reietta; Nynaeve riesce a catturarla ma alla fine sia Moghedien, che le Sorelle Nere riescono a fuggire.

## Nella Torre Bianca
Min Farshaw giunge alla Torre Bianca a fare rapporto all'Amyrlin Siuan Sanche, come Moiraine le aveva ordinato di fare; il suo arrivo e la sua presenza vengono però notate da Elaida, che così inizia a sospettare che Siuan Sanche, stia nascondendo qualcosa che riguarda il Drago Rinato. Min resta nella Torre per un certo periodo, sotto le spoglie di Elmindreda, una ragazza sciocca e frivola, incapace di scegliere tra due pretendenti. Elaida alla fine riesce a raccogliere un consistente gruppo di sostenitrici sia tra le Aes Sedai che tra le Adunanti nel Consiglio (in realtà è inconsapevole di essere sostenuta soprattutto dall'Ajah Nera) e quindi riesce a provocare la deposizione di Siuan, che viene anche quietata assieme a Leane Sharif, la sua Custode degli Annali. Elaida viene quindi eletta come Amyrlin dal Consiglio della Torre Bianca; però almeno un terzo delle Aes Sedai fedeli alla vecchia Amyrlin rifiutano la sua elezione, si ribellano e fuggono. Min si nasconde e, con l'aiuto della cuoca Laras, libera Siuan e Leane dalla loro cella. Min, Siuan e Leane vengono riconosciute da Gawyn Trakand, in precedenza fedele alla Torre, mentre tentano di lasciare Tar Valon; il ragazzo è riluttante ad aiutare Siuan, poiché la considera responsabile della scomparsa di Egwene e di sua sorella Elayne, ma alla fine cede di fronte alle insistenze di Min. Le tre donne, cavalcando verso la libertà, incontrano Logain, un Falso Drago domato, che alla fine le segue.